# مانويل كورادو

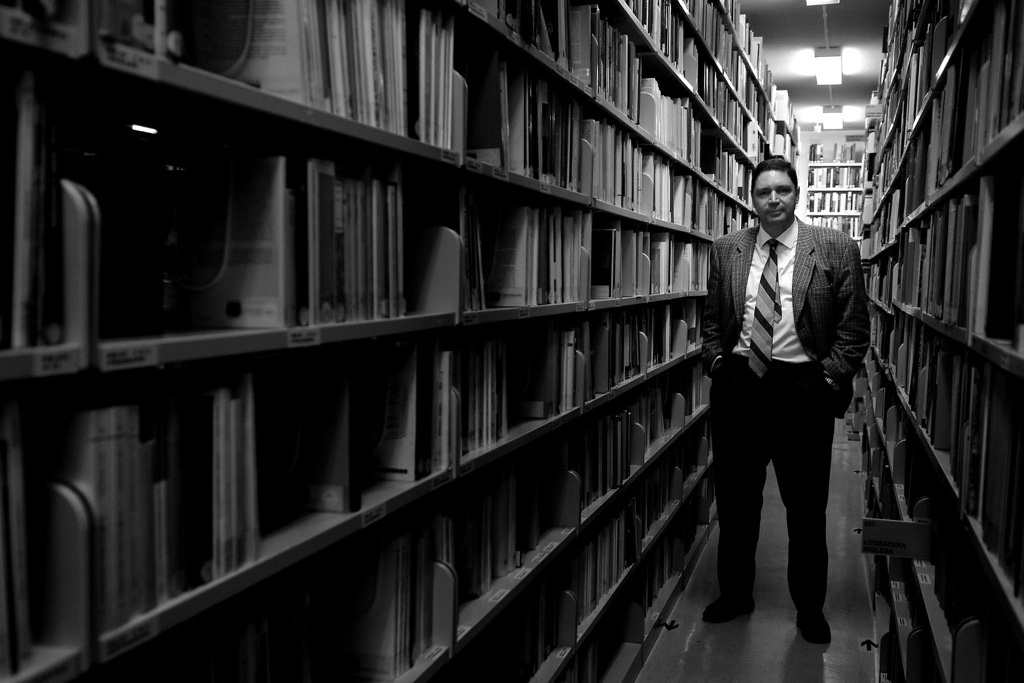
مانويل كورادو

مانويل كورادو (بالبرتغالية: Manuel Curado) (مواليد 1967) هو كاتب وفيلسوف برتغالي.
إنه مكرس لأخلاقيات الطب الحيوي وفلسفة العقل وتاريخ الأفكار. عمل في المواضيع التالية: التاريخ الفكري للغة العالمية والترجمة الآلية، مشكلة الوعي الإنساني وعلاقته بالعقل، العلاقة بين العلم والدين، دراسات التاريخ الفكري الأوروبي والبرتغالي، محرر أعمال مؤلفون سابقون (مثل عالم الرياضيات خوسيه ماريا دانتاس بيريرا، والمفكر إدموندو كورفيلو وغيرهم)، وتاريخ الطب النفسي وتاريخ التراث اليهودي البرتغالي في الطب والفلسفة (مثل إسحاق سامودا وجاكوب دي كاسترو سارمينتو)، وتاريخ التمثيل الأدبي الحياة العقلية.
أستاذ في جامعة مينهو، مدقق الدفاع الداخلي نسخة محفوظة 9 ديسمبر 2019 على موقع واي باك مشين. ، حاصل على الدكتوراه في جامعة سالامانكا، ماجستير في جامعة لشبونة الجديدة. تخرج من الجامعة الكاثوليكية البرتغالية (لشبونة). حائز على دورة الإدارة العليا للإدارة العامة (CADAP). كان أستاذاً زائراً في موسكو، روسيا (MGIMO وMGLU ) وفي Padua ، إيطاليا (Università degli Studi di Padova).

## الفلسفية الفكر
مانويل كورادو، في أطروحته للدكتوراه، يحل المشكلة الصعبة للوعي. يترجم المشكلة على النحو التالي: لماذا يوجد وعي في العالم المادي عندما يكون عدم وجوده أمرًا ممكن التفكير؟ والجواب الذي يقدمه الفيلسوف هو الحل عن طريق حل مشكلة. تتطور الحجة حول إمكانية التحايل على مشكلة الوعي الطبيعي من خلال المعرفة العلمية لإنتاج الوعي الاصطناعي. وفقا للمؤلف، تم حل المشكلة ليس لأن لدينا إجابات واضحة حول ما هو الوعي، ما هو دور الوعي في العالم المادي، ما هي قوة الوعي المسببة، ما هي علاقة الوعي بالدماغ، ولكن بسبب ان هناك القدرة العلمية لإنتاج الوعي الصناعي بشكل مصطنع وتمييزه وظيفيًا عن الوعي الطبيعي. يتوقع الفيلسوف وقتًا مستقبلاً عندما يكون من المستحيل التمييز بين الوعي الطبيعي والوعي المصطنع. ويتم تفسير عدم القدرة على التمييز كحالة معرفية طبيعية تحدث في العديد من الحالات الأخرى.
الفكر الفلسفي الأكثر لهذا الفيلسوف يتعامل مع العلاقات بين المؤمنين وموضوع عقيدتهم أو معتقدهم الديني. تتطور الحجة بطريقتين: يجب أن تقوم العلاقة بين المؤمن والله على افتراض أن الله موجود. ومع ذلك، فإن هذا الافتراض لا يعني بالضرورة حب الله أو احترام الله. العلاقة بين الله والبشر تصور بطرق أصلية للغاية. يرى مانويل كورادو أن الله كائن في العالم، إلى جانب الحيوانات المفترسة التي تقاتل البشر ضدها في ماضيه التطوري، إلى جانب الأشياء المادية للطبيعة، إلى جانب الأشياء ما قبل الطبيعية (المواقف التي لا يمكن تفسيرها والتي نادراً ما تحدث في التاريخ) جانب من الكائنات أو الأشياء الخارقة (ممثلة بطرق أدبية ودينية وفلسفية وشهادة منذ أصل الحضارة). أطروحة الفيلسوف هي أن البشر هم أعداء الله وجميع الكائنات الأخرى الموجودة في العوالم الفيزيائية، وما قبل الطبيعية، والخارقة للطبيعة. النقطة الأكثر أهمية في حجته هي فكرة الاهتمام. غالبًا ما تطرح مقالاتهم هذا السؤال: ما هي الفائدة الحقيقية للبشر؟ هل تفهم العالم؟ هل هو محبوب؟ هل البقاء على قيد الحياة في عالم معادي؟ هل هو اختراع أنفسهم، والسيطرة على جميع الكائنات الأخرى؟
طريقة أخرى للتفكير في العلاقة بين البشر والكائنات في العالم هي النشاط العلمي. يقول مانويل كورادو أن التفسير المعتاد للنشاط العلمي الحديث سيء للغاية. من وجهة نظره، فهم العالم هو وصف سيء للغاية لهذا النشاط العلمي. يصف العلماء العالم، بالطبع، ولكن أيضًا يخترعونه عن طريق إنشاء كائنات جديدة. يقترح كورادو محاسبة فلسفية بين العالم الطبيعي والعالم المصطنع. من وجهة نظرك، يصبح العالم الطبيعي أصغر كل يوم. ويستنتج من هذا الموقف أن الاهتمام الجذري بالعلم هو خلق عوالم مصطنعة. مع نمو هذا الاتجاه، سوف يشهد المستقبل تحقيق هذا المشروع. الاستنتاج هو أن مصلحة البشر في نهاية المطاف هي منافسة الله، وليس فقط لفهم عمل الله بطريقة محايدة. نُشرت هذه الأفكار المهمة جدًا في مقال "مستقبل الله" من كتاب " لماذا يمتلك الله العلم؟ 

## المنشورات
مؤلف العديد من الكتب، وهي أسطورة الترجمة الآلية (براغا، جامعة مينهو / CEHUM ، 2000)، الضوء الغامض: الوعي في العالم المادي نسخة محفوظة 18 مايو 2015 على موقع واي باك مشين. (Famalicão ، كواسي، 2007)، القانون الطبي الحيوي: التشريع البرتغالي (لشبونة، كويد جوريس، 2008)، ولماذا إذا كان لدينا علم الله؟ نسخة محفوظة 17 مارس 2017 على موقع واي باك مشين. (بورتو، تشاوس بوردر، 2009). رئيس تحرير كتب الوعي والإدراك (براغا، كلية الفلسفة / UCP ، 2004)، العقل، الذات والوعي (براغا، كلية الفلسفة / UCP ، 2007)، رسائل نسخة محفوظة 18 مايو 2015 على موقع واي باك مشين. فيرن الإيطالية نسخة محفوظة 18 مايو 2015 على موقع واي باك مشين. (لشبونة، سيلابو، 2008)، أناس شفافون : أسئلة أخلاقيات البيولوجيا الحالية (كويمبرا، المدينة، 2008) والله في الجامعة: ماذا يفكر طلاب الجامعة البرتغالية عن الله؟ نسخة محفوظة 17 مارس 2017 على موقع واي باك مشين. (بورتو، تشاوس بوردر، 2011). رئيس تحرير «الأعمال الكاملة لإدموندو كورفيلو» (لشبونة: مؤسسة كالوست جولبنكيان ، 2013).